# ليليان إيسورو
ليليان إيسورو (بالإنجليزية: Lilian Esoro)‏، هي مُمثلة نيجيرية. رُشحت ليليان سنة 2013 للتنافس على نيل جائزة أفضل ممثلة في فيلم كوميدي ضمن حفل توزيع جوائز أفريقيا ماجيك للمشاهدين لتلك السنة، لكنها لم تفُز بالجائزة.